# إليزابيث كويت
إليزابيث كويت (بالإنجليزية: Elisabeth Coit) هي مهندسة معمارية أمريكية، ولدت في 1892 في وينتشتر ‏ في الولايات المتحدة، وتوفيت في 1987.